# Tomeu Nadal
Bartolomeu Nadal Mesquida, conosciuto anche come Tomeu Nadal (Manacor, 8 febbraio 1989), è un ex calciatore spagnolo, di ruolo portiere.

## Palmarès

### Nazionale
- Giochi del Mediterraneo: 1

 Pescara 2009